# Laophontodes armatus
Laophontodes armatus is een eenoogkreeftjessoort uit de familie van de Ancorabolidae. De wetenschappelijke naam van de soort is voor het eerst geldig gepubliceerd in 1936 door Lang.